# Сьвйонтники (Познанський повіт)
Сьвйонтники (пол. Świątniki, нім. Heildorf) — село в Польщі, у гміні Мосіна Познанського повіту Великопольського воєводства.
Населення — 292 особи (2011).
У 1975-1998 роках село належало до Познанського воєводства.

## Демографія
Демографічна структура станом на 31 березня 2011 року:
|          | Загалом | Допрацездатний вік | Працездатний вік | Постпрацездатний вік |
| -------- | ------- | ------------------ | ---------------- | -------------------- |
| Чоловіки | 140     | 30                 | 104              | 6                    |
| Жінки    | 152     | 29                 | 103              | 20                   |
| Разом    | 292     | 59                 | 207              | 26                   |